# إلين وايت
إلين وايت (9 يوليو 1944 بأوكلاند في نيوزيلندا - ) (بالإنجليزية: Elaine White)‏ هي لاعبة كريكت نيوزلندية. شاركت مع منتخب نيوزيلندا الوطني للكريكت.

## وصلات خارجية
- إلين وايت على موقع إي آس بي آن كريك إنفو (الإنجليزية)